# Olena Volodimirivna Zelenszka
Olena Volodimirivna Zelenszka, született: Kijasko (ukránul: Олена Володимирівна Зеленська (Кіяшко); Krivij Rih, 1978. február 6. –) ukrán forgatókönyvíró, aki Volodimir Zelenszkij elnök feleségeként Ukrajna first ladyje. 2019 decemberében Zelenszkát a Focus magazin a 100 legbefolyásosabb ukrán listájára vette fel, a 30. helyen.

## Fiatalkora és pályafutása
Krivij Rihben a 95. sz. gimnáziumba járt. Utána a Krivij Rih-i Nemzeti Egyetem építőmérnöki karán tanult építészetet. Alapításától a Kvartal 95 produkciós cég forgatókönyvírója volt.

## Társadalmi szerepvállalása
A 2019-es ukrajnai parlamenti választás kampánya előtt nem vett részt Ukrajna közéletében. Volodimir Zelenszkij elnökké választásával 2019. május 20-án Zelenszka Ukrajna first ladyje lett. 2019. november 18-án a Vogue magazin ukrán kiadásának decemberi számának címlapján jelent meg. A magazinnak adott interjújában beszélt első kezdeményezéséről, az ukrán iskolák táplálkozási reformjáról.
Olena Zelenszka kezdeményezésére az iskolai táplálkozás reformja a CultFood séfje, Jevhen Klopotenko által kidolgozott új iskolai menüvel kezdődött. A reform egy összetett program: az ételek minőségének, tápanyagtartalmának és élelmiszer-biztonságának javításától az iskolák forrásainak biztosításáig. A frissített iskolai menü 160 tételből áll: hagyományos ukrán ételeket és a világ különböző konyháiból származó népszerű ételeket egyaránt tartalmaz. 2021. szeptember 1-jén léptek hatályba az új élelmiszer-szabványok, amelyeket az Ukrán Miniszteri Kabinet hagyott jóvá.
2019 decemberében a harmadik ukrán női kongresszuson tartott beszédében Zelenszka kezdeményezte Ukrajna csatlakozását a G7-ek nemek közötti egyenlőséggel kapcsolatos nemzetközi kezdeményezéséhez, a biarritzi partnerséghez, amelyet 2020 szeptemberében véglegesítettek. 2020 novemberében és 2021 szeptemberében Zelenszka felszólalt a negyedik és ötödik ukrán női kongresszuson, amely egy olyan platform, amely ukrán és nemzetközi közéleti személyiségeket, politikusokat, kormányzati tisztviselőket, szakértőket és véleményformálókat hoz össze a nők és férfiak egyenlő jogaiért.
2020. január 13-án Volodimir Zelenszkij bevette Olenát a Volodimir Borogyanszkij kulturális miniszter által vezetett Művészeti Arzenál igazgatótanácsába.
2020 júniusában Olena Zelenszka kezdeményezést indított az ukrán nyelv terjesztésére a világban, valamint ukrán nyelvű audio guide-ok bevezetésére a legikonikusabb helyeken, különösen a világ legnagyobb múzeumaiban. 2020-ban a kezdeményezés részeként 11 ukrán nyelvű audio guide-ot indítottak Azerbajdzsán, Ausztria, Olaszország, Lettország, Törökország, és Montenegró múzeumaiban, valamint Litvánia két buszjáratán. Zelenszka kezdeményezésének részeként 2021-ben ukrán nyelvű audio guide-okat indítottak a Mount Vernon-i (George Washington otthona) múzeumban, a kaliforniai Fine Arts Museums of San Francisco, Versailles, a barcelonai Szent Család-templom, a Frederiksborg kastély, a Hundertwasser-ház, a Galata-torony és az Anatóliai Civilizációk Múzeumában.
Zelenszka 2020 májusában egy kéthónapos kampány keretében online kérdőívet indított az akadálymentes társadalom megteremtéséről a Digitális Átalakulás Minisztériumával és Ukrajna Szociálpolitikai Minisztériumával partnerségben. 2020 decemberében a Digitális Átalakulás Minisztériuma és az ENSZ ukrajnai Fejlesztési Programja közölte, hogy a Zelenszka "Akadályok nélkül" kezdeményezésének részeként létrehozzák a kiszolgáltatott csoportok számára nyújtott szolgáltatások katalógusát, amelyet az "Akció" állami portálon az "Akció. Akadályok nélkül" kategóriában tesznek közzé. 

### Tevékenysége az Ukrajna elleni orosz agresszió alatt

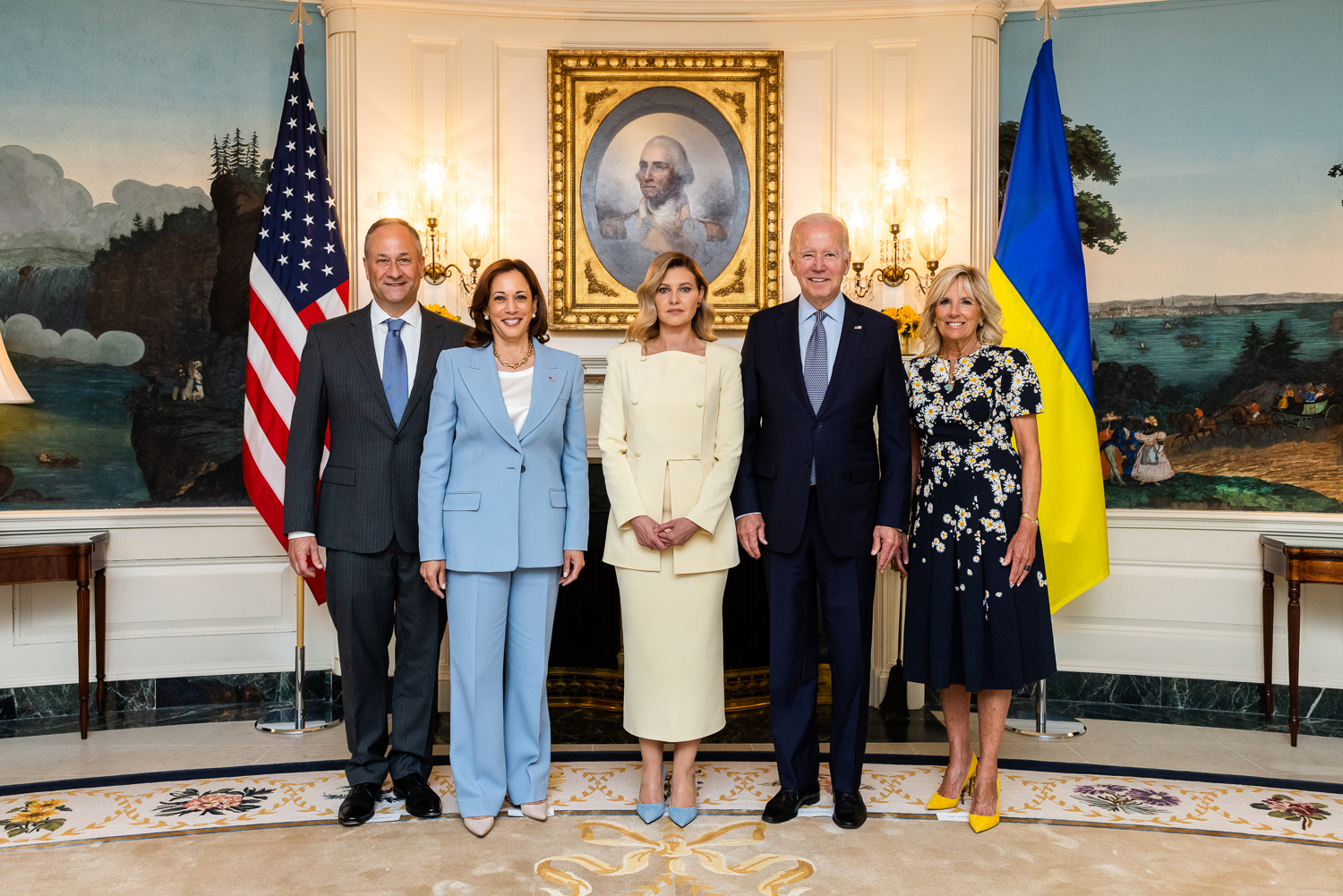
Zelenszka Joe Biden amerikai elnök és felesége, Jill Biden, Kamala Harris alelnök és Douglas Emhoff társaságában (2022. július)

A 2022-es ukrajnai orosz invázió után Zelenszkát Oroszország második számú célpontjaként jellemezték. Március közepén Ukrajnában tartózkodott egy meg nem nevezett helyen. Nyilatkozatot adott ki, amelyben kiemelte az invázió során megölt gyermekek neveit. A háború alatt erőfeszítései a humanitárius segítségnyújtásra összpontosítottak, különösen a fogyatékkal élő gyermekek evakuálására Lengyelországon keresztül és inkubátorok behozatalára a háborús övezetek kórházaiba. Zelenszka az invázió kezdete óta május 8-án lépett először nyilvánosság elé, amikor Ungváron találkozott Jill Bidennel. Biden ukrajnai útját, amely egybeesett az Egyesült Államokban és Ukrajnában ünnepelt anyák napjával, nem hozták előzetesen nyilvánosságra.
2022. július 19-én az amerikai First Lady, Jill Biden meghívására hivatalos látogatást tett az Amerikai Egyesült Államokban. Jill Bidenen kívül találkozott Anthony Blinken amerikai külügyminiszterrel, Samantha Powerrel, az USAID program vezetőjével. Később a Fehér Házban találkozott Joe Biden elnökkel és Kamala Harris alelnökkel is. Zelenszka Washingtonban meglátogatta a Kommunizmus Áldozatainak Emlékművénél, és ekkor megkapta a Disszidensek Emberi Jogaiért Díjat is. A látogatás másnapján, 2022. július 20-án Zelenszka beszédet mondott az amerikai Kongresszusban, ezzel az Egyesült Államok történetében ő lett az első külföldi first lady, aki aki az amerikai Kongresszus előtt beszélhetett. A Kongresszusban tartott beszédében az Ukrán Fegyveres Erőknek nyújtott nagyobb katonai támogatásra szólított fel. Bemutatott egy videót egy Vinnicjából származó négyéves lányról, Liza Dmitrijeváról, aki egy orosz rakétatámadásban vesztette életét július 14-én, valamint fotókat és videókat és videókat mutatott be a kremencsuki bevásárlóközpont elleni június 27-i orosz rakétatámadás áldozatairól.
2022. szeptember 19-én Zelenszka képviselte Ukrajnát II. Erzsébet királynő temetésén. (Ezt megelőzőleg Katalin hercegné fogadta őt a Buchingham-palotában.)

### Olena Zelenszka Alapítvány
2022 szeptemberében indította el az Olena Zelenszka Alapítványt, amelyet a nyilvánosság előtt először 2022. szeptember 22-én az ENSZ 77. közgyűlése idején egy New York-i jótékonysági esten, a Metropolitan Operában mutatott be először. Az alapítvány fő célja Ukrajna humánerőforrásainak helyreállítása, hogy minden ukrán fizikailag és szellemileg egészségesnek, védettnek érezhesse magát, és képes legyen élni az oktatáshoz, a munkához és a jövő építéséhez való jogával Ukrajnában.
Az alapítvány tevékenységének három fő területe van: az orvostudomány, az oktatás és a humanitárius segítségnyújtás. Ezeken a területeken belül célzott segítséget nyújt, segít az óvodai és iskolai oktatási intézmények, rendelőintézetek és járóbeteg-ellátó intézmények újjáépítésébe, valamint támogatást nyújt a képzéshez és a tudományos fejlesztésekhez. Az alapítvány a külföldi üzleti életet és más nemzetközi alapítványokat tekinti kulcsfontosságú partnereinek és adományozóinak.

## Magánélet
Zelenszka és leendő férje iskolatársak voltak, de nem ismerték egymást. Zelenszkij egyszer azt mondta, hogy sok osztálytársát ismerte, de magát Olenát nem. Sokkal később ismerkedtek meg, amikor Olena a Krivij Rih Nemzeti Egyetem építőmérnöki karán, Volodimir Zelenszkij a Krivij Rih-i Közgazdasági Főiskolán tanult.
A pár kapcsolata fokozatosan alakult ki, nyolc évig jártak együtt, mielőtt 2003. szeptember 6-án összeházasodtak. 2004. július 15-én született meg lányuk, Olekszandra, 2013. január 21-én pedig fiuk, Kirilo.
Zelenszkát 2020. június 16-án megfigyelésre kórházba szállították, miután a Covid19-tesztje pozitív lett. A fertőzést közepes súlyosságúnak minősítették, amely nem igényelt gépi lélegeztetést. 2020. július 3-án bocsátották el a kórházból, ahol a kétoldali tüdőgyulladás miatt további belgyógyászati kezelést kapott.